# Sandy Woodward
John Forster "Sandy" Woodward, född 1 maj 1932 i Penzance, Cornwall, död 4 augusti 2013 i Bosham, West Sussex, var en brittisk sjöofficer (amiral) som torde vara mest känd för sitt befäl på plats över den brittiska flottstyrkan i Falklandskriget.

## Biografi
Woodward inträdde i Royal Navy som kadett 1946 och tjänstgjorde efter utbildningen ombord på diverse fartyg innan han 1952 erhöll befordran till Acting Sub Lieutenant (fänrik) och stationerades på en jagare. 1954 flyttades han till det brittiska ubåtsvapnet för att 1960 få befälet över ubåten HMS Tireless. 1967 blev han efter att ha deltagit i den avslutande provturen med atomubåten HMS Valiant befordrades han till Commander (kommendörkapten) som han var till 1972 då han befordrades till Captain (kommendör).
1981 blev han Rear Admiral (konteramiral) och när han ledde den brittiska flottans övningar i Medelhavet påföljande år gavs han order att ta befälet över den brittiska flottstyrka som sattes in i Falklandskriget där han rönte stora framgångar. Efter kriget blev han chef för det brittiska ubåtsvapnet tillika befälhavare för NATO:s ubåtar i Nordatlanten och befordrades därefter till viceamiral och avslutade sin karriär som stabschef hos den brittiska drottningen.

## Utmärkelser
- Drottning Elizabeth II:s silverjubileumsmedalj,  1977
- South Atlantic Medal,  1982
- Knight Commander av Bathorden,  1982
- Riddare med storkors av Brittiska imperieorden,  1989

[Redigera Wikidata]